# بيت بالمر
بيت بالمر (بالإنجليزية: Pete Palmer)‏ هو إحصائي أمريكي، ولد في 30 يناير 1938.

## وصلات خارجية
- بيت بالمر على موقع الموسوعة البريطانية (الإنجليزية)